# Mehmet Abdullah Çoban
Mehmet Abdullah Çoban (* 2. Januar 1991 in Meram) ist ein türkischer Fußballspieler in Diensten von Anadolu Selçukluspor.

## Karriere
Çoban begann mit dem Vereinsfußball in der Jugend von Yeni Meramspor und wechselte 2006 in die Jugend von Konya Şekerspor. Im Frühjahr 2009 erhielt er hier einen Profivertrag, spielte aber weiterhin für die Jugendmannschaft. Lediglich am letzten Spieltag machte er während eines Spiels der TFF 2. Lig sein Profidebüt. Die nachfolgende Spielzeit spielte er wieder nur für die Jugendmannschaft. Zur Saison 2010/11 wechselte er zum damaligen Erstligisten Torku Konyaspor. Hier spielte er eine Spielzeit ausschließlich für die Reservemannschaft. Zum Ende der Saison stieg Konyaspor in die TFF 1. Lig ab. In der Saison 2011/12 wurde Konyaspor ein Transferverbot seitens der UEFA auferlegt, sodass man mit den vorhandenen Spielern bzw. mit den Spielern aus den Jugend- und Reservemannschaften die Saison überstehen musste. So erhielt Çoban zur anstehenden Saison einen Profivertrag und wurde in den Profikader involviert. Bis zum Saisonende absolvierte er 16 Ligabegegnungen; mit seiner Mannschaft schaffte Çoban es in die Relegation der TFF 1. Lig und verpasste erst durch das Ausscheiden im Halbfinale den Aufstieg in die Süper Lig. Für die Saison 2012/13 wurde er an den Drittligisten Anadolu Selçukluspor ausgeliehen.